# NGC 6033
NGC 6033 је спирална галаксија у сазвежђу Змија која се налази на NGC листи објеката дубоког неба.
Деклинација објекта је - 2° 7' 13" а ректасцензија 16h 4m 27,9s. Привидна величина (магнитуда) објекта NGC 6033 износи 14,6 а фотографска магнитуда 15,4. NGC 6033 је још познат и под ознакама UGC 10159, MCG 0-41-3, CGCG 23-11, NPM1G -01.0479, PGC 56941.